# Estira

Mapa de Eubea con la ubicación de algunas de sus principales ciudades en la Antigüedad. Estira se ubicaba en la parte meridional de la isla.

Estira (en griego, Στύρα) es el nombre de una antigua ciudad griega de Eubea, en la costa oeste, al norte de Caristo y frente al promontorio de Cinosura en el Ática. 
Fue mencionada por Homero en el Catálogo de las naves de la Ilíada.
Había sido poblada originalmente por los dríopes pero los pobladores decían ser descendientes de colonos del demo de Estiria, en el Ática. Durante la invasión persa del 490 a. C. los persas desembarcaron los prisioneros hechos en Eretria en la pequeña isla de Egilia que pertenecía a Estira. En 479 a. C. la ciudad combatió en Artemisio, Salamina y Platea junto a los griegos. Después fueron miembros de la Liga ateniense. Demóstenes la cita como el lugar donde estaba la flota ateniense en 356 a. C. Estrabón dice que la ciudad fue destruida por el ateniense Fedro en la guerra Lamiaca o de Lamia. En tiempos de este geógrafo, el territorio que había ocupado Estira pertenecía a Eretria.
Actualmente hay una población moderna, en el interior, que conserva el nombre de Estira y otra, en la costa, llamada Nea Estira. Se ha sugerido la ubicación de la ciudad antigua estaba en torno a varias colinas situadas a unos 2 km al sur de Nea Estira, donde se han hallado restos de los periodos clásico y helenístico.